# Grete Beier
Grete Beier (Erbisdorf, 15 settembre 1885 – Freiberg, 23 luglio 1908) è stata un'assassina tedesca.
Grete Beier, di famiglia altolocata, era infatti la figlia ventiduenne del sindaco di Freiberg in Sassonia, venne ghigliottinata per aver assassinato il suo fidanzato, un ingegnere civile che si chiamava Kurt Preßler, Grete era innamorata di un altro uomo, di nome Hans Merker. Il padre la obbligò a fidanzarsi con Preßler, poiché lo considerava, rispetto a Merker, un partito migliore per la figlia. Per l'età, il sesso, la personalità della ragazza e la natura del crimine, il caso attrasse una certa attenzione internazionale.
Durante il suo processo, Grete Beier ammise che, il 13 maggio 1908, si recò dal fidanzato, dandogli una bevanda avvelenata con del cianuro di potassio. Per assicurarsi della morte di Preßler, Grete gli sparò alla bocca con il suo revolver. Grete cercò di far sembrare la scena un suicidio. La contraffazione di Grete fu in grado, almeno inizialmente, di sviare le indagini della polizia, ma, circa un mese dopo, venne ritrovata una lettera nella quale Grete ammise l'assassinio. Grete venne arrestata e confessò il crimine. La rea confessa sperava in una sentenza mite, tuttavia, con l'aggravante della premeditazione, venne condannata a morte. La sua esecuzione avvenne durante la mattina del 23 luglio 1908 nel cortile del tribunale di giustizia regionale davanti a circa 190 persone. Grete era pallida, ma sembrava calma. Idossava un abito nero, tagliato all'altezza del collo.